# コルスン包囲戦
コルスン包囲戦とは、第二次世界大戦中、独ソ戦において1944年1月14日から2月16日まで行われた戦いのことであり、ドニエプル＝カルパチアン攻勢の一部であった。この戦いでソビエト第1ウクライナ方面軍（司令官ニコライ・ヴァトゥーチン）、第2ウクライナ方面軍（司令官イワン・コーネフ）はドニエプル川近辺でドイツ南方軍集団を包囲した。ソビエト赤軍2個方面軍は包囲したドイツ軍の殲滅を試みたが、包囲されたドイツ軍部隊は包囲外の救援部隊と協調作戦を行い包囲を突破、包囲された将兵の内、約3分の2が脱出に成功、残りの3分の1は戦死するか捕虜となった。

## 1944年1月
1944年1月、ドイツ南方軍集団（司令官エーリッヒ・フォン・マンシュタイン）とその配下である第8軍（司令官オットー・ヴェーラー）はウクライナのドニエプル川沿いに構築された防衛線、パンター＝ヴォータン（Panther-Wotan）線へ後退していた。第XI軍団（司令官ヴィルヘルム・シュテンマーマン）と第XLII軍団（司令官テオバルト・リープ）の2個軍団と第8軍から派遣されたB軍団支隊は、約100kmにわたって構築されたソビエト赤軍の進出線に突出部を形成、中央の突出部はチェルカッシーの西、コルスンの町があるカニフのドニエプル川を保持していた。ソビエト赤軍のゲオルギー・ジューコフは、スターリングラード攻防戦で包囲したドイツ第6軍を殲滅したのと同様の戦術でドイツ第8軍を撃破できると考えた。ジューコフはソビエト赤軍最高司令部に第1ウクライナ方面軍と第2ウクライナ方面軍からの2個装甲部隊でドイツ軍を包囲、さらに二重の包囲を行い、内部の部隊を殲滅しつつも外部から救援に来る部隊を撃退する作戦を提案した。ドイツ総統アドルフ・ヒトラーは、包囲を危惧したマンシュタインやその他の将校からの度重なる警告を受けたが、剥き出しとなっていた部隊を安全地帯へ撤退させることを拒否した。
コーネフはソビエト赤軍総司令部より受けた包囲作戦の命令を実行するため、1月15日、配下の指揮官たちと政治委員らを集め、司令部で会議を開いた。最初の攻撃は第2ウクライナ方面軍が担当、南東から第5航空軍の支援を受けた第5親衛戦車軍と共に第53軍、第4親衛軍が行い、途中、第52軍、第5親衛騎兵軍団、第2戦車軍が加わることになっていた。さらに、第1ウクライナ方面軍の第27軍、第40軍、第2航空軍の支援を受けた第6戦車軍らが北西より進撃することになっていた 。これらの部隊の多くは新たな人員の補充を受けた。また赤軍の計画には広範囲の偽装作戦が含まれ、ソ連当局はこれらも成功したと主張している。しかしドイツ第8軍の戦闘日誌は、偽装されたものではなく真の脅威にドイツ軍の参謀たちが関心を持っていたことを明確に示している
。

## 包囲

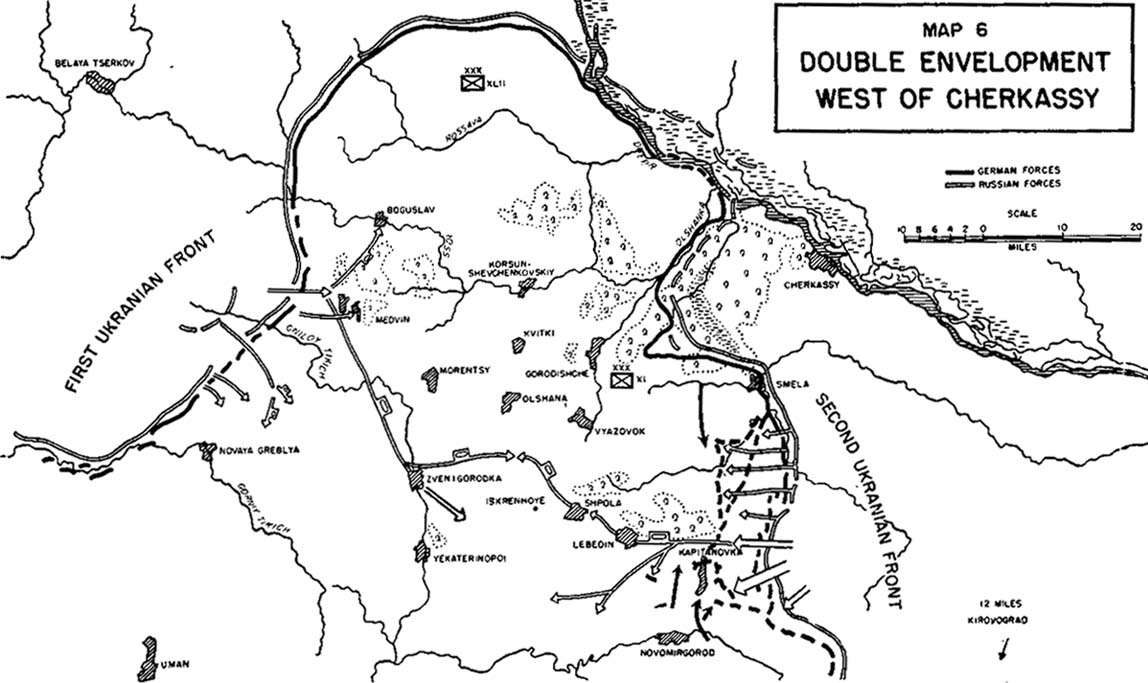
コルスン＝チェルカースィ包囲網を形成したソビエト赤軍の進撃

1月18日、第1ウクライナ方面軍と第2ウクライナ方面軍が突出部の両端を攻撃しドイツ軍2個軍団を包囲した。マンシュタインらの危惧は現実になった。1月28日、第1ウクライナ方面軍所属第6親衛戦車軍配下第20親衛戦車旅団がスヴェニゴロドゥカの村で接続に成功し、コルスン＝チェルカスィ・ポケットとして知られる包囲を完成した。スターリンは作戦に期待し、第2のスターリングラードを望んだ。コーネフは「心配することはありません、同志スターリン。包囲した敵は逃げることはできません。」と無線連絡を入れた 。
包囲されたのは約60,000名で、充足率55%の6個師団といくつかの小さな戦闘部隊も取り込まれていた。窮地に陥ったドイツ軍の中にはSS突撃旅団「ヴァロニェン」、SS装甲擲弾兵大隊「ナルヴァ」、そして数千のロシア人義勇兵が参加する第5SS装甲師団 「ヴィーキング」も含まれていた。包囲された部隊はシュテンマーマン集団を形成、部隊は第XI軍団のヴィルヘルム・シュテンマーマンの指揮下となった。第5SS装甲師団はIII号戦車、IV号戦車、もしくは突撃砲を保有しており、内訳は使用可能なものが30両、修理すれば使用できるものが6両だった 。さらに師団は火砲47門、自走砲12門を所有していた。

## ドイツ軍の反応と反撃

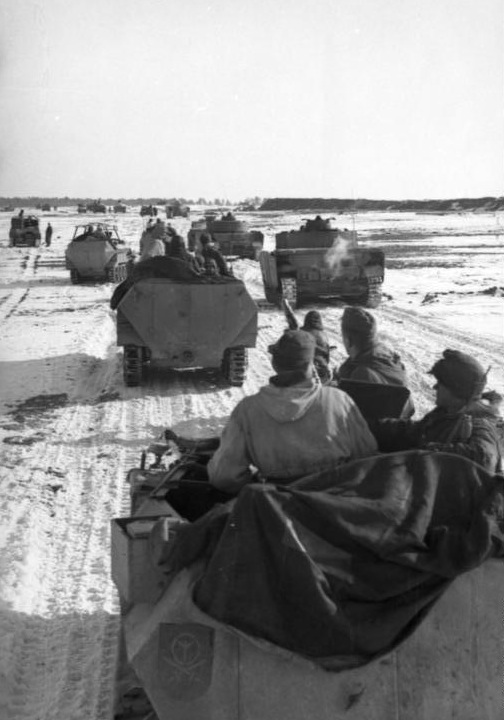
救出作戦の開始。第1装甲師団の戦車とハーフトラックは包囲へ進撃を開始した。1944年2月

マンシュタインはこれに素早く反応し、2月初旬までに第III、第LVII装甲軍団が被包囲部隊を救出するために集められた。しかし、作戦立案にヒトラーが介入し、ソビエト2個方面軍を取り囲む実現困難な救出作戦への変更を余儀なくされた。
第III装甲軍団の司令官ヘルマン・ブライトは、救出部隊と包囲されたシュテンマーマン集団がそれぞれ包囲を突破して合流する作戦を主張した。マンシュタインは当初、ヒトラーに同意したように見せかけて、戦力で上回る赤軍部隊の包囲を試みる攻撃を行った。第XLII装甲軍団所属の歴戦の師団である第11装甲師団（戦車27両、突撃砲34両が所属）による攻撃が行われたが、すぐに進軍速度は落ち、作戦に対して大きな影響を与えられなかった。ソビエト赤軍への包囲作戦が失敗に終わると判断したマンシュタインは、第III装甲軍団に包囲されたシュテンマーマン集団を救出する作戦に変更する命令を出した。ブライトは第1SS装甲師団に北上させて北側面のカバーを行わせ、第16、第17装甲師団にGniloy Tikich川方面へ進撃させ、進展を果たした。ジューコフはこの攻撃に驚き、ヴァトゥーチン に「ドイツ軍の先遣部隊を孤立させ、これを殲滅することを目的」として素早く4個戦車軍団の装甲部隊を集めるよう命令した。しかし、ドイツ軍のこれらの進展は、天候の変化により泥濘と化した大地のために鈍り始めた。ドイツ軍の装輪車両の弱点は明白となった。アメリカのレンドリースにより供給されていたソビエト赤軍の4輪及び6輪駆動式トラックは泥濘と化した道を走ることができたが、ドイツ軍の2輪駆動式車両は泥にはまり動けなくなっていた。
2月5日から6日にかけての夜、コーネフは第4親衛軍と第5親衛騎兵軍団に、ドイツ2個軍団を含む包囲内のドイツ軍の分断を命令した。激戦が交わされ、シュテンマーマンとリープらはソビエト赤軍の目的を明確に知ることとなった。彼は脱出路である「コルスンはどんな犠牲を払おうとも確保しなければならない」として、この激戦区に第5SS装甲師団の装甲部隊を第72歩兵師団と共に派遣そ、差し迫った危機を回避した。赤軍の攻撃は2月7日から10日にかけて再開された。泥濘化した大地は状況に影響を及ぼしたが、それが唯一の原因ではなかった。ドイツ第III装甲軍団のGniloy Tikich川への侵入は第1ウクライナ方面軍配下の第6戦車軍のような部隊の補給線を「それらが以前にそうであったように非常に伸びきった状態」に陥らせた。そのため、ソビエト赤色空軍はポリカールポフ Po-2を使用していくつかの部隊を投入し始めた。

## 降伏要求と加速する包囲戦
2月11日、第III装甲軍団は東への進撃を続け、消耗しきってはいたが、Gniloy Tikich川東岸に小さな橋頭堡の確保に成功した。しかし、第III装甲軍団は力尽き、それ以上進むことは不可能だった。シュテンマーマン集団は包囲からの出口を確保するために戦い続けねばならなかった。
包囲するソビエト赤軍、包囲されたドイツ軍部隊ともに救出作戦は限界に達したと判断したが、包囲内のドイツ軍部隊は盛んなソビエト赤軍の降伏宣伝にもかかわらず、武装親衛隊以外のごく少数の将兵が降伏したのみであった。そこでジューコフは降伏要求を行うために白旗を掲げた特使を送ることを決定した。特使である赤軍大佐、通訳、らっぱ手を乗せたアメリカ製のジープはドイツ軍の元に到着、ジューコフ、コーネフ、ヴァトゥーチンらの署名の入ったドイツ軍のシュテンマーマン、リープ宛の降伏文書を手渡した 。ドイツ軍司令部の任務についていた将校、B軍団支隊の少佐と翻訳役らは特使を迎え入れた。腹を割った会談、軽い食事、握手の後、ソビエト側特使は答えを得られないまま、出発した。 「答えは継続的な苦々しいまでの抵抗の形で現れるでしょう」

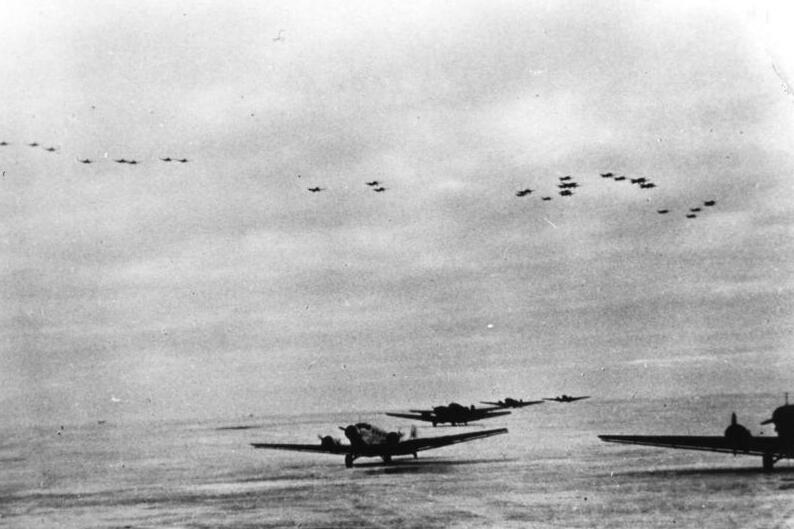
コルスン飛行場のJu52、上空は編隊飛行するJu87、1944年1月

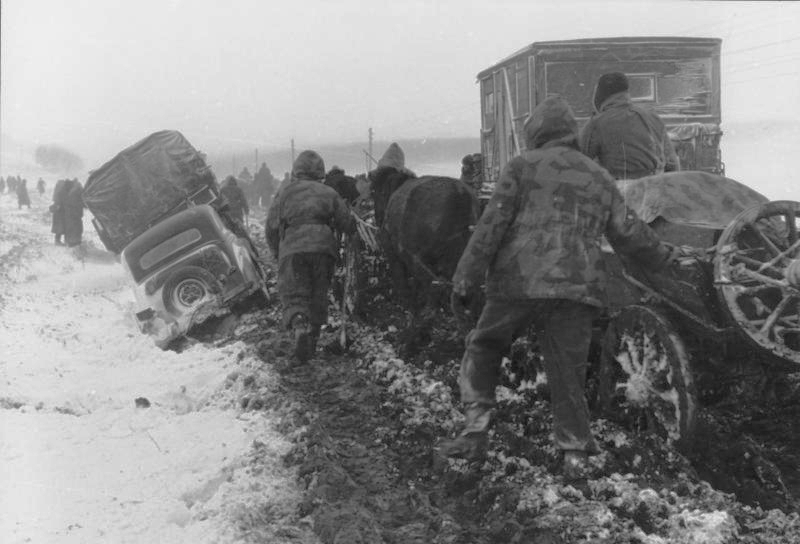
脱出開始日が近づいたため、ますます多くの部隊が縮小しつつある周辺部へ詰め込むように集合している。少なくとも、雪はドイツ軍を赤色空軍から隠す効果があった

一年前のスターリングラード攻防戦ではドイツ空軍の包囲内への補給活動は失敗に終わったが、今回はユンカースJu52輸送機のパイロット及び地上要員による「本当に成功した」活動であった。総計で医薬品4トン、弾薬868トン、燃料82,948ガロンが空輸された。また東部戦線地域におけるドイツ軍将兵の士気を考慮し、4,161名の負傷者が後方へ送られた。2月12日、コルスン飛行場が放棄された後は、燃料はドラム缶、弾薬は木の箱に入れられて、輸送機によって雪の吹き溜まりの上にパラシュート投下された。
シュテンマーマンは包囲内北方の部隊を撤退させ、脱出のために再編成を行い、Gniloy Tikich川北岸で救援に北部隊の方へ包囲を突破するために南側で攻撃を開始した。包囲内からの激しい攻撃は、ドイツ第8軍の大部分を包囲したと信じていたソビエト赤軍を混乱させた。包囲された部隊は脱走の容易な方向に達するため、包囲内南西部のNovo-Buda、Komarovka、Khilki、ジャンデロフカの村を占領することになっていた。
2月11日、第72歩兵師団所属の第105擲弾兵連隊（連隊長ロベルト・ケストナー（Robert Kästner）は夜間の攻撃でNovo-Budaを確保した。翌日の夜、Komarovkaも同様に陥落した。2月15日夕方、2両の突撃砲と共に第105擲弾兵連隊は最後の予備戦力を用いて装甲部隊の支援を受けたソビエト赤軍の反撃を撃破、Khilkiを確保した。中でも第5SS装甲師団は「シュテンマーマン集団の継続的な生き残るための戦いの中で他の部隊よりも激しく戦った」。第5SS装甲師団は包囲内唯一の機動部隊であったため、師団の無限軌道車両を備えた部隊は、崩壊する防衛線を支えるために包囲が一つ終了するたびに新たな包囲へ繰り返し移動して攻撃を行った。
包囲内の部隊は南へ「彷徨い」、そして救助部隊との合流地点まで半分の距離をいったところにあったシャンデロフカの村に到着した。この村落はソビエト赤軍によって堅く防衛されていたが、ドイツ第72歩兵連隊によって一度確保、その後、ソビエト第27軍所属部隊によって取り戻されたが、再び第5SS装甲師団のゲルマニア連隊が取り戻した。2月16日夕方までに第III装甲軍団は救出のために攻撃を開始、先遣隊はシュテンマーマン集団から7km地点に達していた。

## 「地獄の門」からの脱出
ドイツ第III装甲軍団による包囲方向への北側の攻撃はソビエト赤軍の決断と地形、燃料不足により停止した。ドイツ軍装甲部隊は239高地とシャンデロフカへ何度か進撃を試みたが失敗した。ソビエト赤軍の第5親衛戦車軍による反撃はドイツ第III装甲軍団に不利な防衛戦を強いることとなった。第8軍はシュテンマーマンに無線連絡を入れた。
「天候と補給状況のために第III装甲軍団の行動能力は制限されている。シュテンマーマン集団には自ら包囲を突破して、Zhurzintsy＝239高地間の防衛線まで進撃して欲しい。第III装甲軍団とはそこで結びつく。」
しかし、このメッセージではZhurzintsyと239高地が未だにソビエト赤軍の手中にあることは知らせていなかった。第8軍はテオバルト・リープを包囲から脱出する部隊の指揮官に任命した。シュテンマーマン集団と第III装甲軍団の間はわずか7kmであったが、この地域はコーネフが「2月17日に起こるであろう最終的な敵殲滅のための攻撃に向けて部隊を移動させている」箇所であった。コーネフ配下の3個軍（第4親衛軍、第52軍･･･第5親衛騎兵軍団）が包囲を行い、第5親衛戦車軍の最精鋭を含む装甲部隊らがシュテンマーマン集団と第III装甲軍団の間に配置されていた。シュテンマーマンは第57歩兵師団、第88歩兵師団の残存部隊を合わせた将兵6,500名の部隊を後衛に選んだ。その時、包囲網は直径5kmまで狭まっており、シュテンマーマンが指揮する余地を奪うことになった。一度は包囲からの解放につながると思われたシャンデロフカは、後世、「地獄の門」として知られることとなる。ソビエト赤軍は包囲した部隊の周辺に激しい砲撃とロケット砲の攻撃を注ぎこんだ。戦闘爆撃機によるソビエト赤色空軍の攻撃はごく稀にドイツ空軍による妨害を受けたが、結局、爆撃と地上掃射を行った。ソビエト赤色空軍による夜間爆撃の焼夷弾よって燃え盛る暗がり、至るところに存在する破壊・放棄された車両と負傷者、泥濘と化した道のために統制を失った部隊について、様々な部隊の戦闘日誌に記載されている。ウクライナ民間人たちは両軍によって拘束された。1944年2月16日、マンシュタインはヒトラーの裁可を得ることなく脱走を許可するためにシュテンマーマンに無線連絡を入れたが、それはシンプルなものであった。
「合い言葉『自由』。目標、リシャンカ（Lysyanka）、23時」

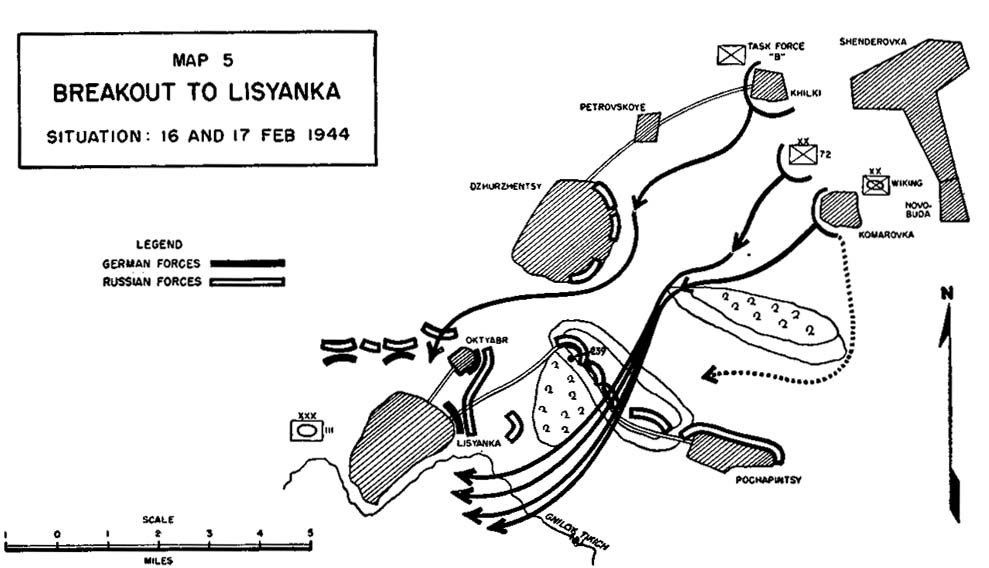
ドイツ軍の包囲突破

不本意ではあったが、シュテンマーマンとリープはシャンデロフカにおいて歩行困難となった負傷兵1,450名に軍医と衛生兵を付き添いにして置き去りにすることを決定した。その後、部隊は3つの主要攻撃部隊を編成した。第112歩兵師団を中心としたグループが北方、第5SS装甲師団が南方、第72歩兵師団は梯団を編成して攻撃力を高めた第105擲弾兵連隊を付属させた上で中央と、それぞれ担当が決められた上で、夕方までに集合し始めた。「23時、第105擲弾兵連隊 -並んだ2個大隊 – は静かに小銃に銃剣を着剣して前進を開始した。30分後、部隊は最初のソビエト赤軍第1防衛線を突破、その後すぐに第2防衛線も突破した。」ケストナーが指揮する第105擲弾兵連隊は、第III装甲軍団所属の第1装甲師団のパンターの前進基地へ用心深く接近し、負傷兵と重火器を運びながら友軍の防衛線へ到着した。しかし馬が牽引する補給縦列はソビエト赤軍の砲撃によって失われていた。第105擲弾兵連隊は6時半、リシャンカに到着した。包囲網の反対側の戦線では、シュテンマーマン率いる後衛部隊がとどまり、最初の脱出の成功を確実なものとした。
左翼の攻撃部隊においては、偵察部隊が厳しい情報を持ち帰っていた。地形的特徴を持つ239高地はソビエト第5親衛戦車軍のT-34によって占領された。包囲網内部から239高地を占領するため激しい攻撃を行ったが、主導権はソビエト赤軍内に残り、高地を避けて移動しなければならなかった。「ますます増強される239高地によって支配される峰の頂上にある堅固なソビエト戦車による防衛線に直面した」ため、ドイツ軍の脱出路はGniloy Tikich川がある南方面へ向きを変えたが、撤退方面を誤った部隊の大半は惨憺たる結末を迎えた。夜が明けると、ドイツ軍の脱出作戦は崩壊し始めていた。極少数の装甲車両とその他の大型装備は、雪が解けやすく滑りやすい山を登ることができず、「最終局面で最後の弾を発射した後」破壊、もしくは遺棄された。
この頃、ソビエト赤軍のコーネフはドイツ軍が包囲網から脱出していると判断、これに激怒して「『ヒトラーの追随者』もしくは『ファシスト』どもを完全に絶滅させる」というスターリンへの約束を履行することを決意した。この段階でソビエト赤軍情報部はドイツ第III装甲軍団の装甲兵力を過大評価していたため、コーネフはこれに従い、大軍をもって進撃した。この時、第20戦車軍団は新型重戦車IS-2が配備された旅団を、コルスンの戦場へ送り込んだ。コーネフは、利用できる全ての装甲部隊と砲兵部隊に、撤退するドイツ軍部隊を攻撃しこれらを孤立化させた後、個々にそれらを殲滅するよう命令した 。ドイツ軍を阻止しようとしたソビエト第206狙撃兵師団と第5親衛空挺師団はドイツ軍の攻撃により殲滅され、ソビエト赤軍の戦車は歩兵の支援が無かったため、遠方からドイツ軍の脱出を行う部隊へ砲撃を行っていた。そしてT-34を装備した部隊は、対戦車兵器を所有していないと判断した無防備な支援部隊、師団本部、落伍兵、赤十字をつけて負傷者を伴っていた医療部隊らを激しく攻撃した。
混成されたドイツ軍部隊の大部分は、2月17日正午までに雪解けの水で濁流と化していたGniloy Tikich川に到着した。第1装甲師団が橋を確保し、さらに工兵がもう一つ架橋していたが、混乱した将兵は暴れまわるT-34から逃れるために川に飛び込むことが最善だと判断した。本隊が南の橋頭堡から離れていたため、最後の戦車、トラックそして荷馬車は凍った川へ投入され、木で間に合わせの橋を作るために木々が切り倒されるなど、彼らはできる限りの努力を行った。しかし数百人の消耗しきった将兵が溺れ、馬や兵器の残骸が流されることとなった。多くの人々はショックや低体温で死亡することとなり、将兵の中にはベルトとハーネスで作られた川を渡る綱を伝って渡河した者もいた。また、ソビエト赤軍の火砲とT-34による砲撃の中、負傷兵を対岸に渡すため、厚板や残骸でいかだを作成する者もいた。リープは午後の間、川岸で指揮を執った後、彼の馬と共にGniloy Tikich川を渡った。第5SS装甲師団師団長、ヘルベルト・オットー・ギレは泳げる者と泳げない者を交互にして川に人間の鎖を形成して川を渡ろうとしたが、ある者の手が滑ることにより鎖が千切れると多くの将兵が溺死することとなった。また、このとき、ソビエト将兵捕虜数百名とロシア人女性による補助部隊、赤軍の報復を恐れたウクライナ民間人たちも凍りついた川を渡った。脱走の最終段階に、ドイツ工兵はさらにいくつかの橋の架橋を行い、ドイツ第57歩兵師団、第59歩兵師団の後衛部隊は馬が引く20台の橇に乗せた600名の負傷兵と共に「乾いた」川を渡河できた。
非常に多くの将兵がリシャンカに到着したが、それはシュテンマーマン集団が後衛を勤め、第III装甲軍団の努力によるものであった。第III装甲軍団の最先端は指揮官のフランツ・ベーケ中佐に因んで名づけられた重戦車連隊ベーケ（Schweres Panzer Regiment Bäke）が担当した。部隊にはティーガー戦車、パンター戦車が配属され、さらに特別な架橋技術を備えた工兵大隊が所属していた。
2月19日までに第III装甲軍団は、これ以上シュテンマーマン集団の兵士を救い出すことは不可能と判断し、リシャンカ突出部からの撤退を開始した。
シュテンマーマンは後衛戦で戦死、リープは戦争を生き残り、1981年に死去した。第2ウクライナ方面軍の司令官、イワン・コーネフはこの勝利により、元帥に昇格した。

## 結果
チェルカッシー＝コルスンにおけるソビエト赤軍の包囲はドイツ軍の第5SS装甲師団を含む6個師団に激しい損害を負わせることとなった。これらの部隊のほとんどがこの戦闘で多くの死傷者を出しており、再編成を行うため後方に送らざるを得なくなった。包囲から逃れることのできた部隊は結局、ポーランドのウーマニ周辺の集合地点から再編成地域へ送られるか、休暇が与えられ、彼らの故郷へ送られた。ソビエト赤軍のT-34、IS-2重戦車、そしてアメリカからのレンドリースで供給されるトラック、M4シャーマン戦車などを装備した強力な装甲部隊が「スチーム・ローラー」のように西への進撃を続けた。
犠牲者や損失については今日まで議論が続いている。ソビエト赤軍はドイツ将兵52,000名を殲滅、11,000名の捕虜を連行したとソ連の歴史家Vladimir Telpukhovsky が主張しているが、別の情報源では戦死57,000名、捕虜18,000名としており、ソビエト赤軍の犠牲者数は公式には未発表である。ただし、これら高い数字はドイツ軍が完全な充足率を保っており、ドイツ第8軍所属の大部分の部隊が包囲されたというソビエト赤軍の誤った判断を源としている。ドイツ軍の情報では将兵60,000名以下が包囲されており、2月16日までの激戦で50,000名にまで減少、その後、45,000名が脱出に参加したとしており、「その内、ドイツ将兵27,703名、ロシア補助部隊要員1,063名らが無傷で帰還、7,496名が負傷していた。」としている。そして、作戦終了後に第III装甲軍団が撤退するまで、輸送機で包囲内から4,161名が脱出していることから、トータルで戦死、負傷、捕虜、行方不明者が19,000名という数字が導きだされる。
ダグラス・Ｅ・ナッシュ 著の『Hell's Gate: The Battle of the Cherkassy Pocket, January-February 1944（邦題:チェルカッシィ包囲突破戦 東部戦線、極寒の悪夢）』の付録7の『German Present for Battle Unit Strengths after the Breakout（ドイツ軍の情報による包囲突破後の戦闘部隊の戦力）』の地獄の門に関わって生き残った部隊リストには包囲内から空輸された負傷兵らとリシャンカに撤退するのに成功した者を含めて総計40,423名が撤退に成功したとしている。

## 後世の評価
「第二次世界大戦の状況の中で、コルスンの戦いは小規模なものであったが、それは異常なくらい高度なドラマであった。ソビエト赤軍の指揮官は東部戦線において数の優位を利用して、無防備なドイツ軍陣地を攻撃を行うことを決定、そしてヒトラーはそれを保持することを頑なに決定していた。」それでも、包囲の内外でドイツ軍の指揮官たちは「今しかできない」ことを命令しなければならないことを理解していた。ドイツ軍にとってのこの災害、「大規模な敗北」、そして脱出は文書化されている。スターリンとの約束であり、ソ連の西側連合軍へのプロパガンダ、回顧録や軍の研究にはドイツ軍の「殲滅」と書かれてはいたが、実際、包囲内のドイツ軍を殲滅する意図を持ったソビエト赤軍側の攻撃はうまくいかなかった。そしてドイツ軍の救出作戦を阻止することができず、ソ連が主張したように「ドニエプル川におけるスターリングラード攻防戦の再来」ではなかった。それでもソビエト赤軍のドイツ軍に対する立場は、包囲戦前と比べより優位になっており、たとえソビエト赤軍は高い損害を被っていたとしても、コルスンでの戦いはソビエト赤軍の勝利として見るべきである。

## 画廊

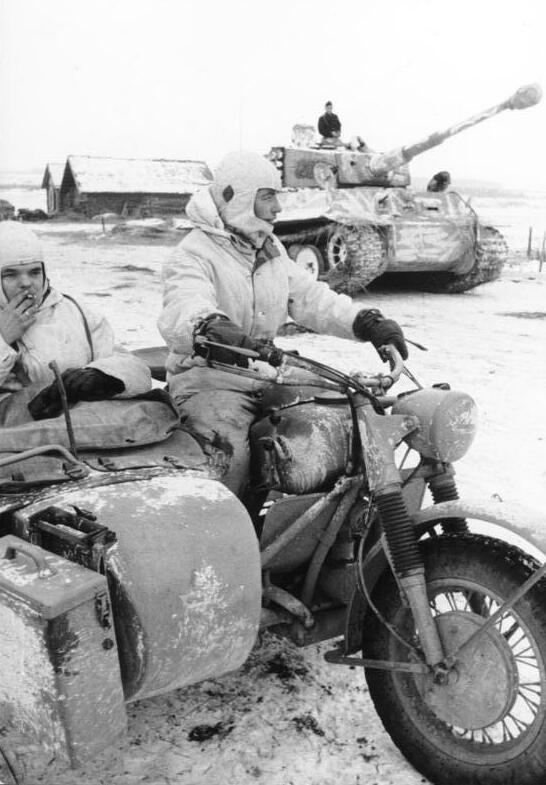
重戦車大隊からの伝令、その背後をティガー戦車が通過する。1944年2月（Nash, p. 238に同様の画像あり）
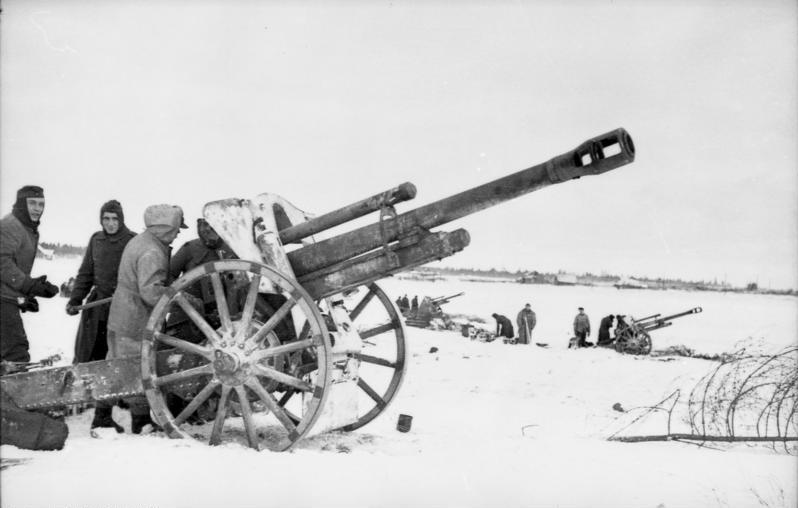
第88歩兵師団所属第188砲兵連隊の砲兵（Nash, p. 145に同様の画像あり）
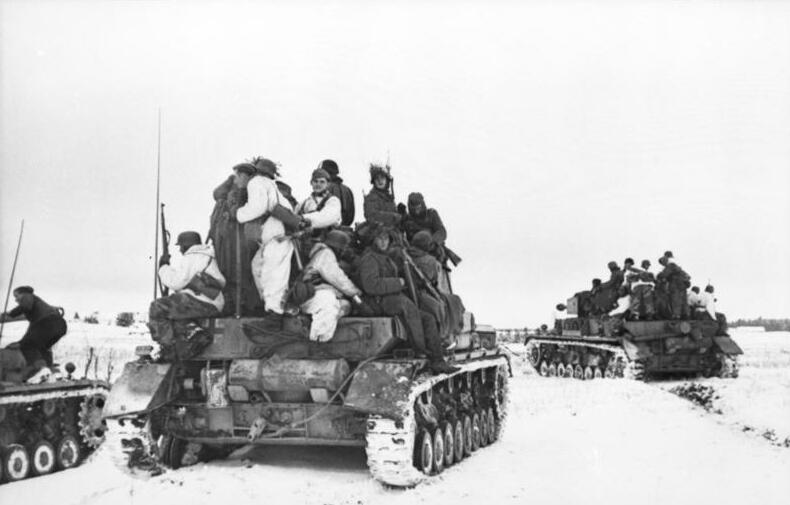
歩兵を積んで包囲内のドイツ軍の救出に向かうIV号戦車（Nash, p. 159に同様の画像あり）